# 2e étape du Tour de France 2008
Pour un article plus général, voir Tour de France 2008.
La 2e étape du Tour de France 2008 s'est déroulée le 6 juillet. Le parcours de 164,5 kilomètres reliait Auray à Saint-Brieuc.

## Profil de l'étape
La course traverse le département du Morbihan depuis Auray, et entre ensuite dans les Côtes-d'Armor à Mûr-de-Bretagne, au km 80,5. Le ravitaillement s'effectue à Saint-Jean, au km 86,5.
4 côtes sont répertoriées au long de cette deuxième étape. Les deux premières, les côtes de Bieuzy-Lanvaux (km 23,5) et de Kergrois (km 43), sont classées en 4e catégorie. La côte de Mûr-de-Bretagne (km 92) est une côte réputée, classée en 3e catégorie. Elle est immédiatement suivie par la côte de Saint-Mayeux (km 96), classée en 4e catégorie.
L'étape est également jalonnée de trois sprints intermédiaires. À Camors (km 28,5), Pontivy (km 74) et Corlay (km 103).
L'arrivée est jugée à Saint-Brieuc, alors que les derniers kilomètres sont en légère montée, avant la dernière ligne droite.

## La course
Une attaque initiée durant le premier kilomètre par Danny Pate (Garmin Chipotle) conduit à la formation d'un groupe de tête comprenant Fabian Wegmann (Gerolsteiner), Murilo Fischer (Liquigas) et Sylvain Chavanel (Cofidis). Ils sont repris au pied de la côte de Bieuzy-Lanvaux par le peloton emmené par les Bouygues Telecom. Chavanel attaque à son tour durant l'ascension, bientôt rejoint par Thomas Voeckler qui devance Björn Schröder au sommet.
Le nouveau duo poursuit son effort pour accroître son avance sur le peloton. Celle-ci culminera à 6 minutes et 30 secondes à 100 kilomètres de Saint-Brieuc. Chavanel et Voeckler se partagent les points du classement de la montagne, Voeckler passant en tête à la côte de Kergroix et Chavanel à Mûr-de-Bretagne.
La situation se modifie derrière eux dans cette côte. Christophe Moreau (Agritubel), accompagné de son coéquipier David Le Lay, s'échappe du peloton qui a alors réduit son retard à 3 minutes. Moreau et Le Lay reviennent progressivement sur les hommes de tête, qui ralentissent afin de favoriser leur retour et la formation d'un nouveau groupe de quatre coureur à 56 kilomètres de l'arrivée.
L'équipe La Française des jeux, relayée ensuite par les coéquipiers d'Alejandro Valverde, emmène le peloton et réduit rapidement l'écart : à 35 kilomètres du but, il n'est plus que d'une minute et 35 secondes. Les Quick Step et les Crédit agricole apportent à leur tour leur soutien pour revenir sur les échappés à moins de 5 kilomètres de l'arrivée. Chavanel tente une dernière fois sa chance peu avant la jonction mais est rejoint peu après.
Dans le final Fabian Cancellara (CSC), fidèle à son habitude, lance une attaque. Filippo Pozzato le suit à quelques longueurs. Tous sont cependant rattrapés par les sprinters. Emmenés jusqu'à 200 mètres de la ligne par Mark Renshaw, Thor Hushovd s'extirpe et résiste au retour de Kim Kirchen pour remporter l'étape. Suivent les sprinters Gerald Ciolek, Robert Hunter et Erik Zabel. Il s'agit de la sixième victoire de Hushovd en 2008, et de son sixième succès d'étape sur le Tour.
Valverde conserve le maillot jaune, devançant d'une seconde Kirchen et Óscar Freire. Philippe Gilbert, deuxième au départ de l'étape, a été retardé dans le final par une chute et passe à la 12e place.
Grâce à sa deuxième place, Kim Kirchen s'empare du maillot vert. Thomas Voeckler a conforté son maillot à pois et Riccardo Riccò reste le meilleur jeune,,.

## Sprints intermédiaires
| Premier   | Sylvain Chavanel | 6 pts. |
| Deuxième  | Thomas Voeckler  | 4 pts. |
| Troisième | Robert Hunter    | 2 pts. |

| Premier   | Sylvain Chavanel | 6 pts. |
| Deuxième  | Thomas Voeckler  | 4 pts. |
| Troisième | Philippe Gilbert | 2 pts. |

| - 3. Sprint intermédiaire de Corlay (kilomètre 103) \| Premier \| Sylvain Chavanel \| 6 pts. \| \| Deuxième \| Thomas Voeckler \| 4 pts. \| \| Troisième \| David Le Lay \| 2 pts. \| |                  |        |
| Premier | Sylvain Chavanel | 6 pts. |
| Deuxième | Thomas Voeckler  | 4 pts. |
| Troisième | David Le Lay     | 2 pts. |

## Côtes
| Premier   | Sylvain Chavanel | 3 pts. |
| Deuxième  | Thomas Voeckler  | 2 pts. |
| Troisième | Björn Schröder   | 1 pts. |

| Premier   | Thomas Voeckler  | 3 pts. |
| Deuxième  | Sylvain Chavanel | 2 pts. |
| Troisième | David Arroyo     | 1 pts. |

| Premier   | Sylvain Chavanel  | 4 pts. |
| Deuxième  | Thomas Voeckler   | 3 pts. |
| Troisième | Christophe Moreau | 2 pts. |
| Quatrième | David Le Lay      | 1 pts. |

| Premier   | Thomas Voeckler   | 3 pts. |
| Deuxième  | Sylvain Chavanel  | 2 pts. |
| Troisième | Christophe Moreau | 1 pts. |

## Classement de l'étape
| Classement de la 2e étape | Classement de la 2e étape | Classement de la 2e étape | Classement de la 2e étape | Classement de la 2e étape |
|                           | Coureur                   | Pays                      | Équipe                    | Temps                     |
| ------------------------- | ------------------------- | ------------------------- | ------------------------- | ------------------------- |
| 1er                       | Thor Hushovd              | NOR                       | Crédit agricole           | en 3 h 45 min 13 s        |
| 2e                        | Kim Kirchen               | LUX                       | Columbia                  | m.t.                      |
| 3e                        | Gerald Ciolek             | GER                       | Columbia                  | m.t.                      |
| 4e                        | Robert Hunter             | RSA                       | Barloworld                | m.t.                      |
| 5e                        | Erik Zabel                | GER                       | Milram                    | m.t.                      |
| 6e                        | Yury Trofimov             | RUS                       | Bouygues Telecom          | m.t.                      |
| 7e                        | Óscar Freire              | ESP                       | Rabobank                  | m.t.                      |
| 8e                        | Jimmy Casper              | FRA                       | Agritubel                 | m.t.                      |
| 9e                        | Martin Elmiger            | SUI                       | AG2R-La Mondiale          | m.t.                      |
| 10e                       | Leonardo Duque            | COL                       | Cofidis                   | m.t.                      |
| modifier                  |                           |                           |                           |                           |

## Classement général
| Classement général | Classement général | Classement général | Classement général  | Classement général |
|                    | Coureur            | Pays               | Équipe              | Temps              |
| ------------------ | ------------------ | ------------------ | ------------------- | ------------------ |
| 1er                | Alejandro Valverde | ESP                | Caisse d'Épargne    | en 8 h 21 min 20 s |
| 2e                 | Kim Kirchen        | LUX                | Columbia            | + 01 s             |
| 3e                 | Óscar Freire       | ESP                | Rabobank            | + 01 s             |
| 4e                 | Juan José Cobo     | ESP                | Saunier Duval-Scott | + 01 s             |
| 5e                 | Cadel Evans        | AUS                | Silence-Lotto       | + 01 s             |
| 6e                 | Jérôme Pineau      | FRA                | Bouygues Telecom    | + 01 s             |
| 7e                 | David Millar       | GBR                | Garmin Chipotle     | + 01 s             |
| 8e                 | Riccardo Riccò     | ITA                | Saunier Duval-Scott | + 01 s             |
| 9e                 | Fränk Schleck      | LUX                | CSC Saxo Bank       | + 01 s             |
| 10e                | Filippo Pozzato    | ITA                | Liquigas            | + 01 s             |
| modifier           |                    |                    |                     |                    |

## Classements annexes

### Classement par points
| Classement par points | Classement par points | Classement par points | Classement par points | Classement par points |
| --------------------- | --------------------- | --------------------- | --------------------- | --------------------- |
|                       | Coureur               | Pays                  | Équipe                | Point(s)              |
| 1er                   | Kim Kirchen           | LUX                   | Columbia              | 54 points             |
| 2e                    | Alejandro Valverde    | ESP                   | Caisse d'Épargne      | 49 pts                |
| 3e                    | Thor Hushovd          | NOR                   | Crédit agricole       | 46 pts                |
| modifier              |                       |                       |                       |                       |

### Classement de la montagne
| Classement du meilleur grimpeur | Classement du meilleur grimpeur | Classement du meilleur grimpeur | Classement du meilleur grimpeur | Classement du meilleur grimpeur |
| ------------------------------- | ------------------------------- | ------------------------------- | ------------------------------- | ------------------------------- |
|                                 | Coureur                         | Pays                            | Équipe                          | Point(s)                        |
| 1er                             | Thomas Voeckler                 | FRA                             | Bouygues Telecom                | 19 points                       |
| 2e                              | Sylvain Chavanel                | FRA                             | Cofidis                         | 11 pts                          |
| 3e                              | Björn Schröder                  | GER                             | Milram                          | 9 pts                           |
| modifier                        |                                 |                                 |                                 |                                 |

### Classement du meilleur jeune
| Classement général du meilleur jeune | Classement général du meilleur jeune | Classement général du meilleur jeune | Classement général du meilleur jeune | Classement général du meilleur jeune |
|                                      | Coureur                              | Pays                                 | Équipe                               | Temps                                |
| ------------------------------------ | ------------------------------------ | ------------------------------------ | ------------------------------------ | ------------------------------------ |
| 1er                                  | Riccardo Riccò                       | ITA                                  | Saunier Duval-Scott                  | en 8 h 21 min 21 s                   |
| 2e                                   | Andy Schleck                         | LUX                                  | CSC Saxo Bank                        | + 06 s                               |
| 3e                                   | Yury Trofimov                        | RUS                                  | Bouygues Telecom                     | + 06 s                               |
| modifier                             |                                      |                                      |                                      |                                      |

### Classement par équipes
| Classement par équipes | Classement par équipes | Classement par équipes | Classement par équipes |
|                        | Équipe                 | Pays                   | Temps                  |
| ---------------------- | ---------------------- | ---------------------- | ---------------------- |
| 1re                    | Caisse d'Épargne       | Espagne                | en 25 h 04 min 08 s    |
| 2e                     | Columbia               | États-Unis             | + 07 s                 |
| 3e                     | CSC Saxo Bank          | Danemark               | + 07 s                 |
| modifier               |                        |                        |                        |

### Combativité
Sylvain Chavanel (Cofidis)

## Abandon
Aucun abandon